# Clifford Truesdell
Pour les articles homonymes, voir Truesdell.
Clifford Ambrose Truesdell III (18 février 1919 Los Angeles – 14 janvier 2000) est un mathématicien, mécanicien et historien des sciences américain.

## Biographie
Truesdell est né à Los Angeles, en Californie. Après ses études secondaires, il a vécu deux ans en Europe étudiant le français, l'allemand, et l'italien, et améliorant son latin et son grec, compétences linguistiques qui lui seront utiles dans ses recherches historiques ultérieures. Au Caltech, où il a été fortement influencé par l'enseignement de Harry Bateman, il obtient un B.Sc. en mathématique et en physique en 1941, et un MSc. en mathématique en 1942. En 1943, il obtient un Ph.D. en mathématique à l'université de Princeton. Durant la fin des années 1940, l'U.S. Navy l'emploie dans la recherche en mécanique.
Truesdell enseigne à l'université de l'Indiana en 1950-61, où Walter Noll a été son étudiant. De 1961 jusqu'à sa retraite en 1989, Truesdell a été professeur de mécanique rationnelle à l'université Johns-Hopkins,. Noll et lui ont contribué aux fondations de la mécanique rationnelle, en vue de construire un modèle mathématique pour traiter les phénomènes mécaniques des milieux continus.
Truesdell a été le fondateur et l'éditeur-en-chef des journaux Archive for Rational Mechanics and Analysis et Archive for History of Exact Sciences. Suivant les critiques de Truesdell sur le style gauche utilisé dans les écrits scientifiques, le journal acceptait des articles en anglais, français, allemand, et latin.
En plus de son travail original en mécanique, Truesdell a été un très grand historien des sciences et des mathématiques, éditant ou coéditant six volumes de l'œuvre complète de Leonhard Euler.

## Récompenses
- Médaille Euler attribuée par l'Académie des sciences de l'URSS, 1958 et 1983 ;
- Médaille Bingham attribuée par la Society of Rheology, 1963 ;
- Prix George David Birkhoff de l'American Mathematical Society et la Society for Industrial and Applied Mathematics, 1978 ;
- Médaille Theodore von Karman, 1996.

## Écrits
- An Idiot's Fugitive Essays on Science, Springer-Verlag, 1984.
- A First Course in Rational Continuum Mechanics, Academic Press.
- The Kinematics of Vorticity, 1954.
- Rational Thermodynamics, McGraw-Hill.
- The Elements of Continuum Mechanics, Springer-Verlag.
- The Tragicomical History of Thermodynamics, 1822-1854.  (ISBN 0387904034). Here is a review by Stuart Antman. Here is another by I. Grattan-Guinness.
- Great Scientists of Old As Heretics in "the Scientific Method".  (ISBN 0813911346).
- Classical Field Theories of Mechanics, with Toupin, vol. III/1 of Handbuch der Physik edited by Siegfried Flügge.
- "Non-linear Field Theories of Mechanics", avec Walter Noll, volume III/3 of Handbuch der Physik edited by Siegfried Flügge.
- An Introduction to the Mechanics of Fluids, avec K. R. Rajagopal, Birkhauser, Boston, 1999.
- Essays in the History in Mechanics, Springer-Verlag, 1968.